# Glyka Nera
Glyka Nera (in greco Γλυκά Νερά?) è un ex comune della Grecia nella periferia dell'Attica (unità periferica dell'Attica Orientale) con 11 877 abitanti secondo i dati del censimento 2021.
È stato soppresso a seguito della riforma amministrativa, detta Programma Callicrate, in vigore dal gennaio 2011 ed è ora compreso nel comune di Paiania.